# Pseudomiza opaca
Pseudomiza opaca là một loài bướm đêm trong họ Geometridae.